# Boorgat
| Boren naar olie           |
| ------------------------- |
| Boring                    |
| Onderdelen van een boring |
| Boorgat (bruin)           |
| Boorstang (paars)         |
| Boorkop (grijs)           |
| Boorvloeistof (blauw)     |
| Boorgruis (rood)          |
| Verbuizing (groen)        |

Het boorgat (Engels: bore hole) is het gat dat gemaakt is door een boorkop bij het doen van een olie- of gasboring. Een boorgat kan open zijn of met verbuizing (Engels: casing) bekleed. De grootte van het boorgat wordt van boven naar beneden toe steeds kleiner, omdat de verbuizingen kleiner gemaakt zijn dan het boorgat. Typische maten voor boorgaten zijn 36", 30", 26", 20", 17,5", 12 1/4", 8,5" en 6".